# مثالي (نظرية الحلقات)
في نظرية الحلقات، و هي فرع من الجبر التجريدي، المثالي (بالإنجليزية: Ideal)‏ مجموعة جزئية خاصة من حلقة تحقق عددا من الشروط. و يعمم مفهوم المثالي مفهوم بعض المجموعات الجزئية من مجموعة الأعداد الصحيحة كمجموعة الأعداد الزوجية أو مجموعة مضاعفات العدد 3. جمع وطرح الأعداد الزوجية يعطيان دائما عددا زوجيا، وضرب عدد زوجي في عدد صحيح ما يعطي دائما عددا زوجيا. هذان الخاصيتان المتمثلتان في الانغلاق والمص هما اللتان تعرفان مفهوم المجموعة المثالية.

## التاريخ
أول من اقترح مفهوم المثاليين هو ريتشارد ديدكايند. ولقد كان ذلك عام 1876 خلال نشره للطبعة الثالثة لكتابه قراءات حول نظرية الأعداد.

## تعريفات
نظرا إلى حلقة {\displaystyle (R,+,\cdot )}، ليكن {\displaystyle (R,+)} الزمرة الجمعية المرتبطة بها. تدعى مجموعة جزئية {\displaystyle I} مثاليا من جهتين (أو ببساطة مثاليا) ل R إذا كانت زمرة جمعية جزئية من R «تمتص الضرب في عناصر R». بشكل رسمي، تكون {\displaystyle I} مثاليا من R إذا توفر ما يلي:
1. {\displaystyle (I,+)} هو زمرة جزئية من {\displaystyle (R,+)}
2. {\displaystyle \forall x\in I,\forall r\in R:\quad x\cdot r\in I}
3. {\displaystyle \forall x\in I,\forall r\in R:\quad r\cdot x\in I.}

## خصائص
{0} و R مثاليان من كل حلقة R، وإذا كانت R حلقة قسمة أو حقلا فإن هذين هما مثالياها الوحيدان.

## أمثلة
- الأعداد الزوجية تشكل مثاليا للحلقة {\displaystyle \mathbb {Z} }.

## أنواع المثاليين
- مثالي قصوي،
- مثالي دنوي،
- مثالي أولي،
- مثالي أساسي،
- مثالي أصلي،
- مثالي ممنظم،
- مثالي غير قابل للاختزال.